# Ripio (construcción)
En una construcción se denomina ripio o enripiado (del latín replēre, rellenar), a las separaciones entre las distintas hiladas de mampostería con argamasa, ejecutadas con pequeñas piedras o casquijos, dando aspecto de cajones. Era un sistema constructivo usual en la época nazarí en el sur de España.